# Міністерство війни Японії
Міністерство війни (яп. 兵部省, ひょうぶしょう, хьобу-сьо; つわもののつかさ, цувамоно-но-цукаса)
1. Центральна урядова установа в Японії періоду Нара, міністерство, що завідувало воєнними справами.
2. Центральна урядова установа в Японії періоду Мейдзі, міністерство, що завідувало справами збройних сил Японії. Існувала з 1869 по 1872 роки. Переформована у два окремі міністерства — Міністерство армії Японії та Міністерство флоту Японії.

## 1869 — 1872
Голови міністерства (兵部卿)
| Міністерство війни (Велика державна рада) |                    |                         |               |
| №                                         | Ім'я               | Термін                  | Приналежність |
| 1                                         | Комацу Акіхіто     | 15.08.1869 — 24.01.1870 | принц         |
| 2                                         | Арісуґава Тарухіто | 02.05.1870 — 11.08.1871 | прниц         |

Старші заступники (兵部大輔)
| Міністерство війни (Велика державна рада) |                 |                         |               |
| №                                         | Ім'я            | Термін                  | Приналежність |
| 1                                         | Омура Масудзіро | 15.08.1869 — 07.12.1869 | Фракція Тьосю |
| 2                                         | Маебара Іссей   | 03.01.1870 — 26.09.1870 | Фракція Тьосю |
| 3                                         | Ямаґата Арітомо | 29.08.1871 — 04.04.1872 | Фракція Тьосю |